# Jennifer Rubin (Schauspielerin)

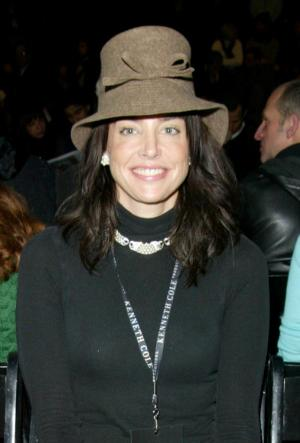
Jennifer Rubin

Jennifer Rubin (* 3. April 1962 in Phoenix, Arizona) ist eine US-amerikanische Schauspielerin und ehemaliges Model.

## Leben
Rubin wurde von der Ford Modeling Agency engagiert, im Jahr 1984 erhielt sie den Titel Ford International Model of the Year. Sie war unter anderen für Calvin Klein tätig.
Rubin debütierte als Schauspielerin im Horrorfilm Nightmare 3: Freddy Krueger lebt (1987). Sie übernahm im Thriller Der Preis der Schönheit (1991) die Hauptrolle und stellte ein Fotomodell dar, in dessen Bekanntenkreis einige Morde geschehen. Im Thriller Das Biest (1993) spielte sie an der Seite von Alicia Silverstone eine der größeren Rollen. Im Science-Fiction-Horrorfilm Screamers – Tödliche Schreie (1995) trat sie neben Peter Weller auf, in der Komödie Ein teuflischer Pakt (1999) spielte sie erneut eine der Hauptrollen.
Rubin war von 1987 bis 1990 mit dem Schauspieler Elias Koteas verheiratet.

## Filmografie (Auswahl)
- 1987: Nightmare 3: Freddy Krueger lebt (A Nightmare on Elm Street 3: Dream Warriors)
- 1988: Blueberry Hill
- 1988: The Last Song (Permanent Record)
- 1988: Vision der Dunkelheit (Bad Dreams)
- 1989: Miami Vice (in der Folge Traumtrip)
- 1991: The Doors
- 1991: Der Preis der Schönheit (Drop Dead Gorgeous)
- 1991: Delusion
- 1992: Agoraphobia – Die Angst im Kopf
- 1992: Eine Frau, ihre Männer und ihr Futon (A Woman, Her Men, and Her Futon)
- 1993: Das Biest (The Crush)
- 1993: Blutige Ernte (Bitter Harvest)
- 1994: Playmaker – Masken der Begierde (Playmaker)
- 1994: Kisses in the Dark
- 1994: Dreieck der Sünde (Saints and Sinners)
- 1994: Der sanfte Kuß des Todes (Deceptions II: Edge of Deception)
- 1994: Red Scorpion 2
- 1995: Forbidden Beauty – Das Experiment (The Wasp Woman, Fernsehfilm)
- 1995: Screamers – Tödliche Schreie (Screamers)
- 1996: Last Scream – Wächter des Teufels (Little Witches)
- 1997: Plump Fiction
- 1997: Cyborg – Die Kidnapper
- 1999: Road Kill
- 1999: Ein teuflischer Pakt (Deal of a Lifetime)
- 2000: Sanctimony – Auf mörderischem Kurs (Sanctimony)
- 2001: Falcon Down – Todesflug ins Eismeer (Falcon Down)
- 2001: Lawless – Beyond Justice (Fernsehfilm)
- 2001: She Said I Love You
- 2001: Amazons and Gladiators
- 2001: Reunion
- 2002: Cruel Game
- 2009: Transmorphers 3 – Der dunkle Mond (Transmorphers: Fall of Man)
- 2013: Heebie Jeebies (Fernsehfilm)
- 2014: Untold
- 2021: Untold: This Is My Story
- 2022: You’re Melting!